# اسطوره: استیو جابز
اسطوره: استیو جابز (به صورت کامل: اسطوره‌ای بنام استیو جابز، تلاش والای پیش کسوت عرصه کسب و کار) (به انگلیسی: iCon: Steve Jobs، The Greatest Second Act in the History of Business) یک زندگی‌نامه غیر مجاز درباره بازگشت استیو جابز به اپل در سال ۱۹۹۶ است. این کتاب که مولفان آن جفری یانگ و ویلیام سیمون بودند در سال ۲۰۰۵ توسط انتشارات جان وایلی و پسران منتشر شد. جابز این کتاب را در فروشگاه‌های اپل در واکنش به چاپ غیر مجاز زندگی‌نامه‌اش تحریم کرد.